# Škarnice
Škarnice je naselje u slovenskoj Općini Dobju. Škarnice se nalazi u pokrajini Štajerskoj i statističkoj regiji Savinjskoj. 

## Stanovništvo
Prema popisu stanovništva iz 2002. godine naselje je imalo 109 stanovnika.